# Złatica
Złatica (bułg. Златица) – miasto w Bułgarii, w obwodzie sofijskim, siedziba gminy Złatica. W 2019 roku liczyło 4 461 mieszkańców.